# Communauté de communes du Pays hayland
Die Communauté de communes du Pays hayland ist ein ehemaliger französischer Gemeindeverband (Communauté de communes) im Département Manche in der damaligen Region Basse-Normandie. Er wurde am 28. Dezember 1992 gegründet.

## Mitglieder
- Beauchamps
- Les Chambres
- Champcervon
- Équilly
- Folligny
- La Haye-Pesnel
- Hocquigny
- La Lucerne-d’Outremer
- Le Luot
- La Mouche
- La Rochelle-Normande
- Saint-Jean-des-Champs
- Sainte-Pience
- Subligny
- Le Tanu

## Quelle
- Le SPLAF - (Website zur Bevölkerung und Verwaltungsgrenzen in Frankreich (frz.))